# Lettera (Laura Pausini)
Lettera è un brano musicale della cantante italiana Laura Pausini.

## Il brano
Il brano viene tradotto in lingua spagnola con il titolo Carta.
Lettera è il 3° singolo estratto nel 1994 dall'album Laura.
La musica è composta da Angelo Valsiglio e Giovanni Salvatori; il testo è scritto da Cheope e Marco Marati.
In un'intervista nel 1994, Laura dichiara che, fra le sue canzoni, Lettera è quella che ama di più.
Il brano viene trasmesso in radio; non viene realizzato il videoclip.

## Tracce
CDS - Promo Warner Music Italia (1994)
1. Lettera

CDS - 4509982512 Warner Music Europa (1995)
1. Lettera
2. La soledad

CDS - 4509982522 Warner Music Europa (1995)
1. Lettera
2. La soledad
3. Perché non torna più

Download digitale
1. Lettera

## Classifiche
| Classifica (1994) | Posizione massima |
| ----------------- | ----------------- |
| Belgio (Fiandre)  | 41                |
| Paesi Bassi       | 43                |
| Panama            | 6                 |

## Pubblicazioni
Lettera viene inserita anche nell'album Laura Pausini del 1995; in versione Live nell'album Live in Paris 05 del 2005 (Medley video) e San Siro 2007 del 2007 (Medley video).

## Cover
Nel 1995 il cantante brasiliano Renato Russo realizza una cover di Lettera inserendola nell'album Equilíbrio Distante.